# Gertraudenkapelle (Salzburg)

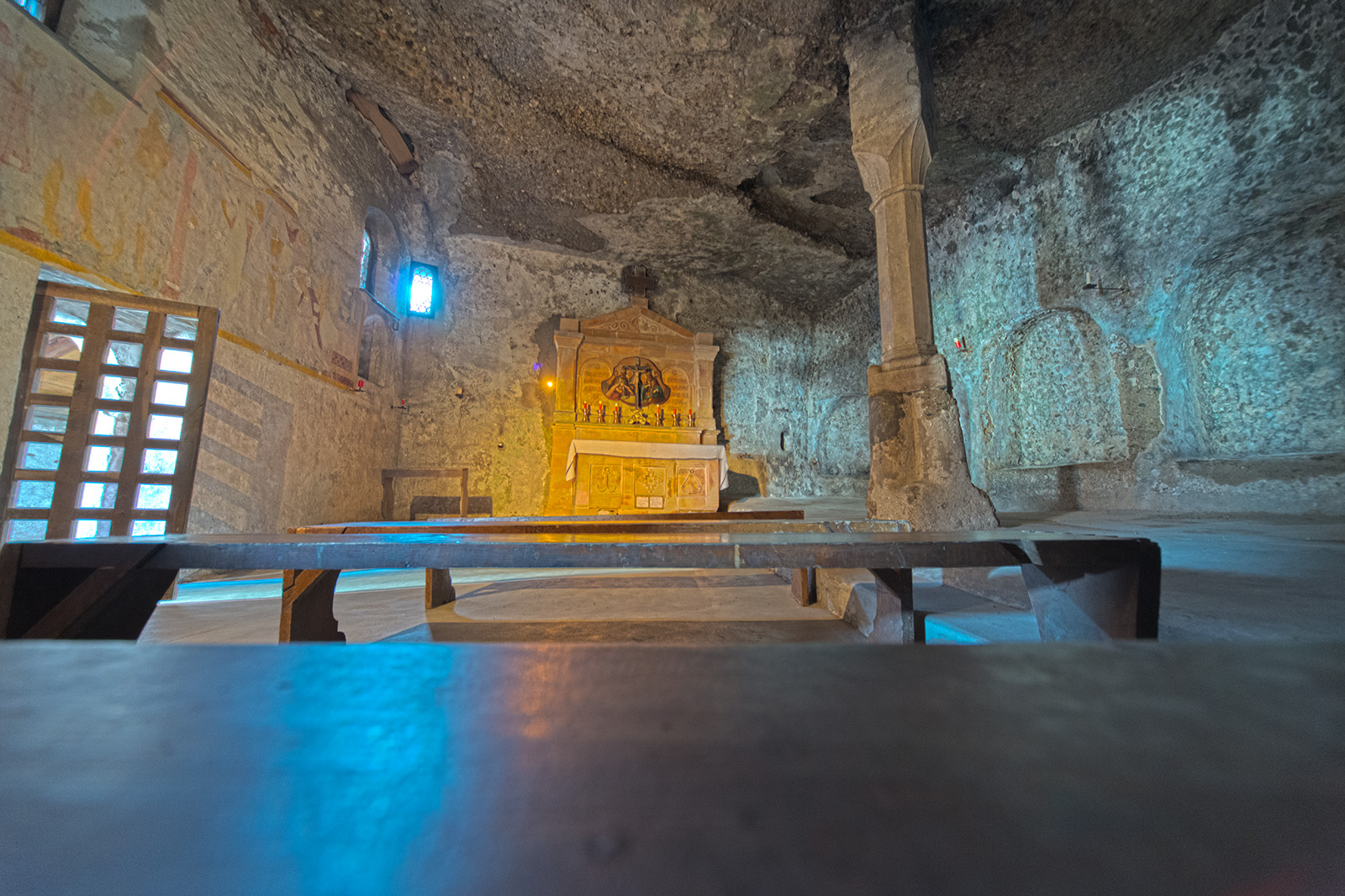
Die Gertraudenkapelle im Oktober 2012.

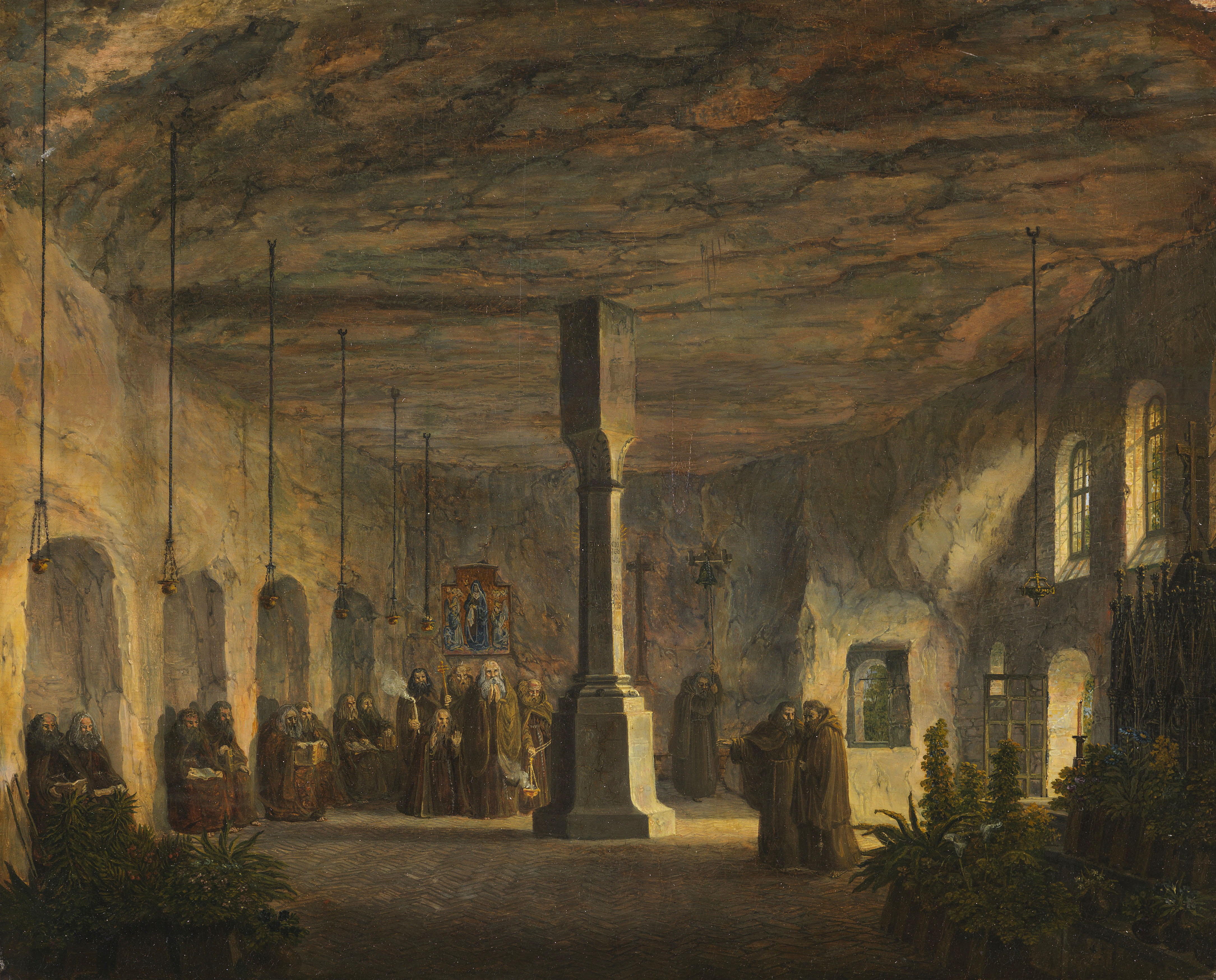
Innenansicht der Gertraudenkapelle auf einem Gemälde von Domenico Quaglio aus dem Jahre 1818.

Die Gertraudenkapelle ist eine der vier Kapellen in den Katakomben oberhalb des Petersfriedhofs in der Stadt Salzburg.

## Geschichte
Die Kapelle wurde unter Abt Heinrich II. im Jahre 1178 restauriert und am 17. März 1178 von Erzbischof Kardinal Konrad III. dem acht Jahre zuvor ermordeten Thomas Becket, mit dem er auch persönlich befreundet war, geweiht. Später weihte sie von Wittelsbach auch noch der heiligen Gertraud von Nivelles, auf die auch der Name der Kapelle zurückgeht. Davor nannte man die Kapelle Thomas-Kapelle; weiters soll sie auch dem heiligen Patrick von Irland geweiht sein. Freskenreste im Inneren, dabei vor allem über dem Hauptportal, zeigen das Martyrium Thomas Beckets. Obwohl die friesartig angelegten Fresken heute nur mehr in Resten erhalten sind, ist die darauf ersichtliche Becket-Darstellung zu den frühesten ihrer Art zu zählen und dementsprechend ein wichtiger Beleg für die Salzburger Malerei der Spätromanik.
Die sich einst im besseren Zustand befundene Wandmalerei verlor durch eine ehemals laienhafte Freilegung viele Details, da beim Freilegen vor allem die oberen Farbschichten mitabgetragen wurden. Dadurch wurde die Darstellung noch blasser und durch die hohe Feuchtigkeit in der Höhle entstand zudem ein grau-weißlicher Belag von Mikroorganismen, die die Lesbarkeit der Malerei weiter herabsetzte. Erst in der Neuzeit gelang es Restauratoren, durch die Entfernung des Bakterienschleiers, durch Reinigung und partielle Nachfreilegung die Informationsdichte zu erhöhen. Dabei kam man auch zum Schluss, dass Partien wie Nimben, Kapitelle, Kelch, Kandelaber usw. durch plastische Putzauflagen mit Vergoldung hervorgehoben waren, die heute nur mehr an den Aufspitzungen zu erkennen sind. In weiterer Folge wurde die Kapelle von den Restauratoren in Grauwerten gehaltene Retusche aufgetragen, alte Plomben erneuert und eine gezielte Beleuchtung auf die Darstellung des Martyriums von Thomas Becket, dem bestimmenden Element der Kapelle, installiert. Sowohl im Innen- als auch im Außenbereich der Gertraudenkapelle sind weitere Malereireste (romanischer Büstenfries, Marmorierung in den Fensterlaibungen, gotische Schablonenmalerei) zu erkennen. Darunter ein an der Außenwand der Kapelle liegendes, jedoch nur mehr in Resten erhaltenes romanisches Kreuzigungsfresko, das ebenfalls auf das Jahr 1178 geschätzt wird. Dieses weist zudem die Assistenzfiguren Maria und Johannes auf und wurde im Jahre 2001 komplett restauriert. Dabei fanden auch weitere Nachfreilegungen statt, die ebenfalls gute Ergebnisse brachten. Um die Witterungseinflüsse zu verringern, wurden im Jahre 2000 in die Rundbogenöffnungen des Vorraums die ehemals vorhandenen Fenster wieder eingesetzt.
Die Kapelle besitzt auf der vom Berg abgewandten Seite über der im 12. Jahrhundert durch einen Felssturz im Klosterbezirk freigelegten Höhle ein kleines Pultdach sowie ein dazugehöriges Glockentürmchen. Im Inneren finden sich in der Felswand sechs Rundbogennischen in neo-frühchristlichem Stil, die erst 1865 nach Entwürfen des ersten Salzburger Denkmalpflegers Georg Pezolt geschaffen wurden. Bereits drei Jahre zuvor fügte er im Jahre 1862 nach dem Vorbild der frühchristlichen römischen Katakomben einen aus Tonplatten gefertigten neoromanisch-neogotischen Altar ein. An der durchhängenden Decke im Kapellenraum und anderen Details ist die ursprünglich natürliche Höhle, in die die Kapelle hineingebaut wurde, im Wesentlichen noch zu erkennen. Annähernd zentral im Raum befindet sich ein im 17. Jahrhundert eingefügter romanisch-gotischer Pfeiler. Der damals nur aus dekorativen Gründen eingesetzte Pfeiler wirkt jedoch wie aus dem Fels gehauen und erscheint lastabtragend. Die Kapelle gilt als das älteste Becket-Patrozinium im süddeutschen Raum. Noch heute finden in der Gertraudenkapelle regelmäßig Messen statt.

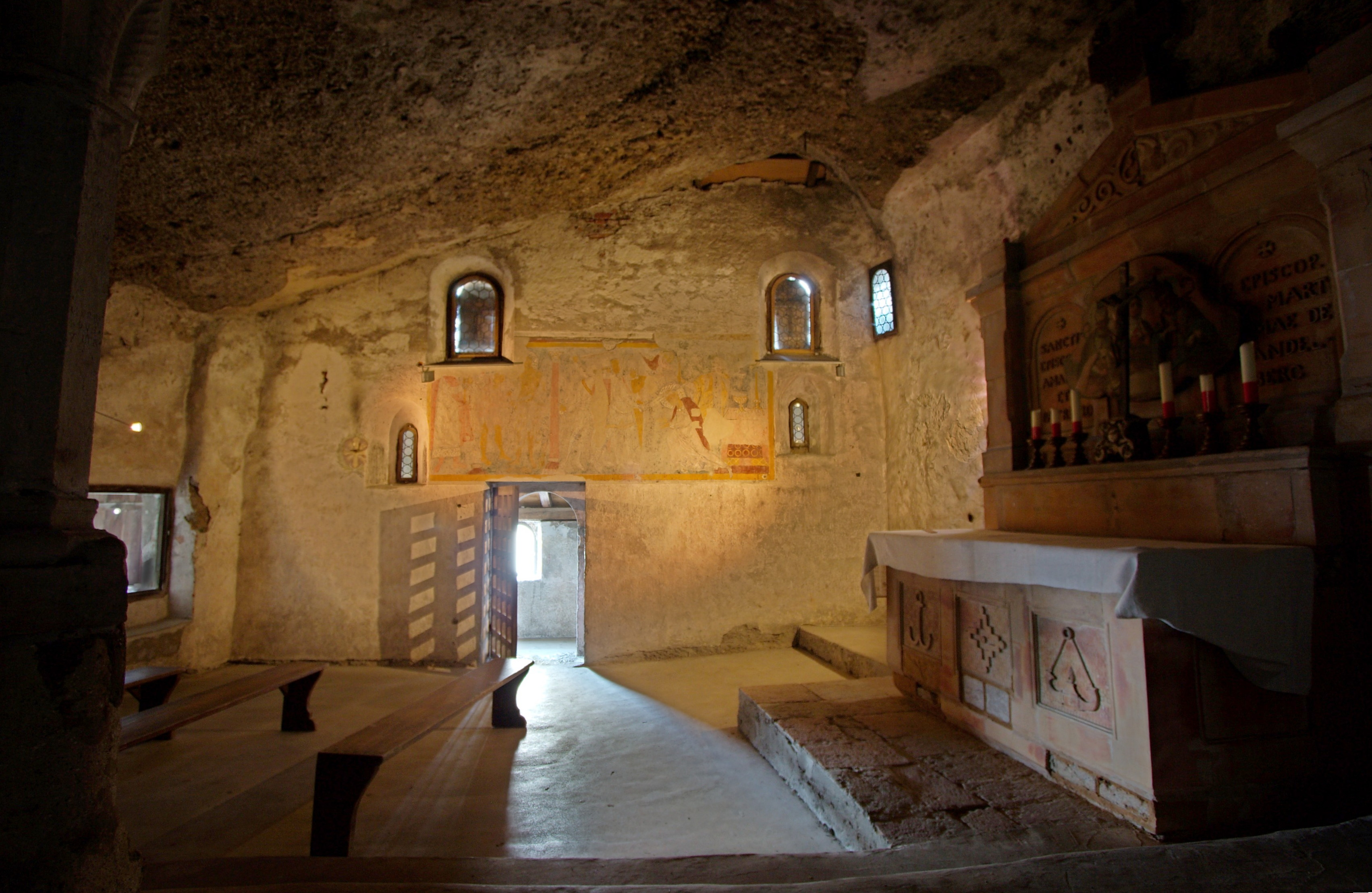
Gertraudenkapelle im Jahre 2006
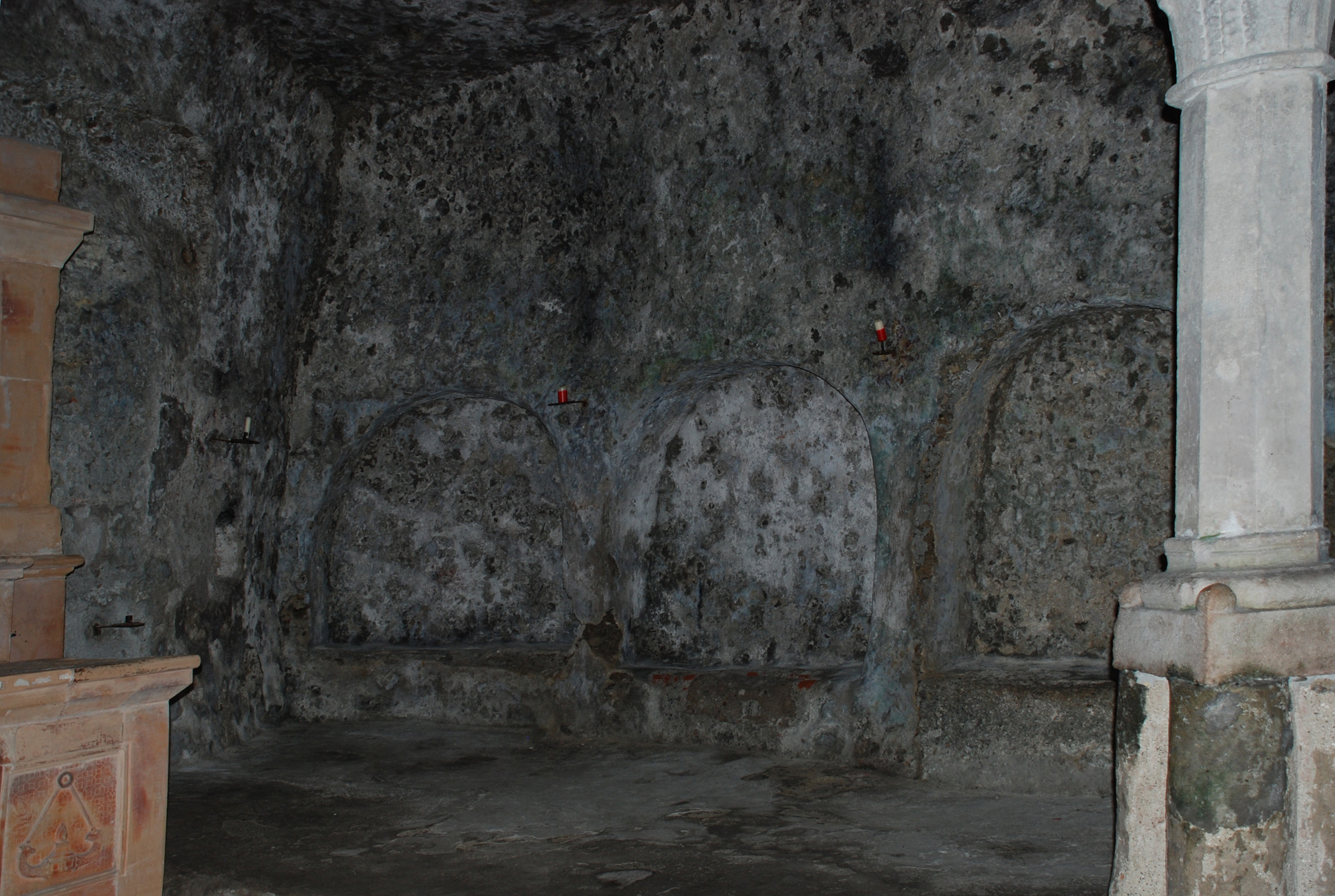
Sitznischen in der Kapelle (2011)
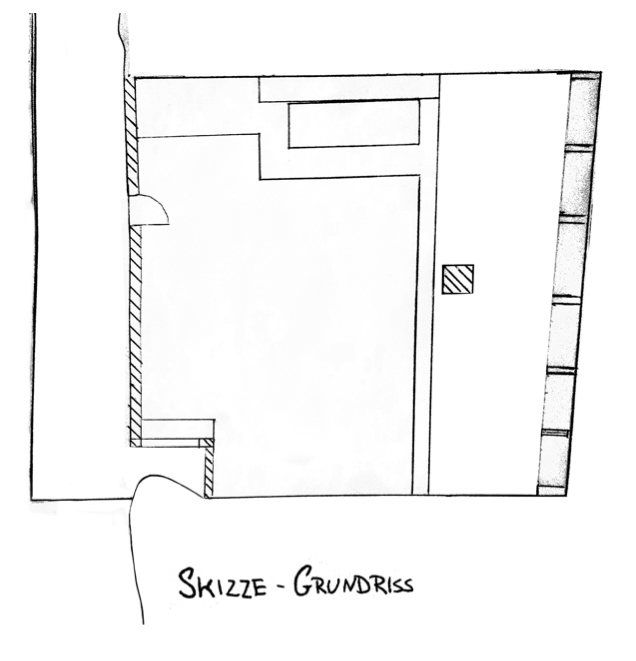
Skizze des Grundrisses
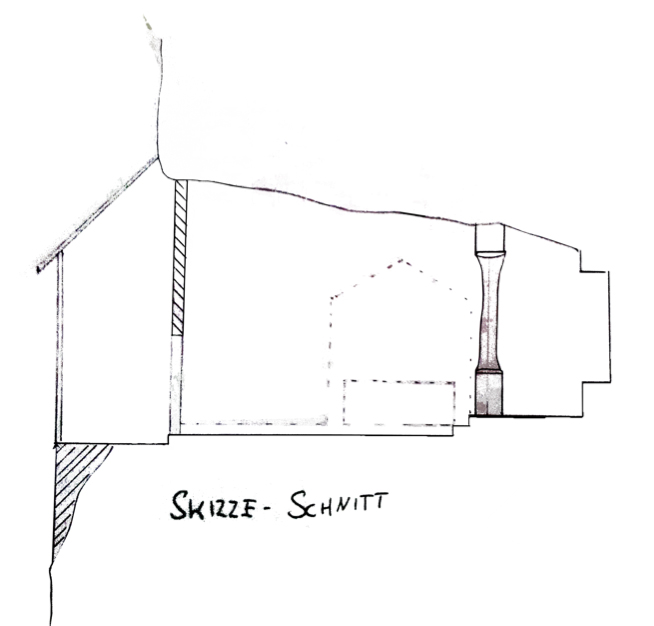
Skizze im Schnitt